# Camponotus macrocephalus
Camponotus macrocephalus é uma espécie de inseto do gênero Camponotus, pertencente à família Formicidae.